# Затвор (часть оружия)

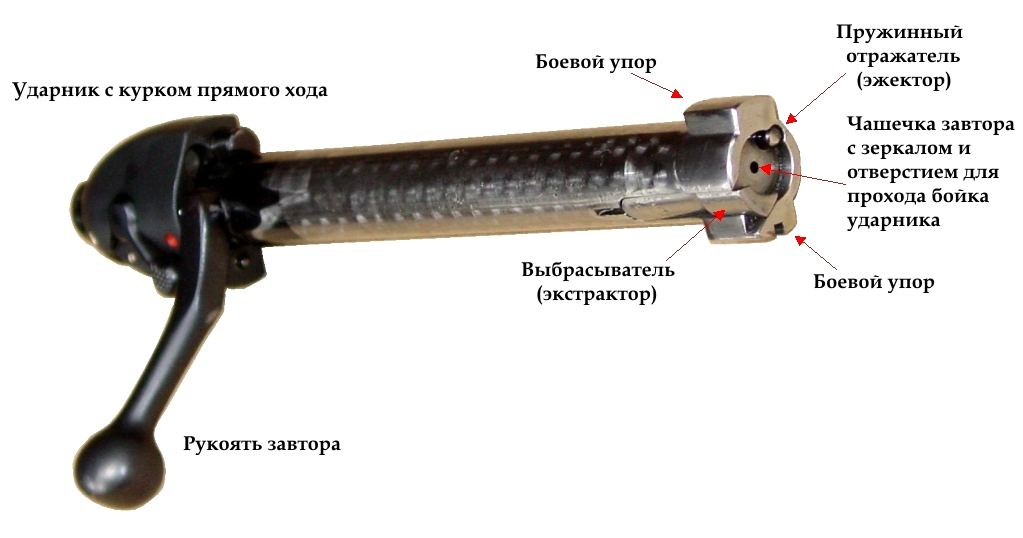
Продольно-скользящий затвор магазинной винтовки, запираемый поворотом

Затво́р — в казнозарядном огнестрельном оружии (как артиллерийском, так в стрелковом и гранатомётном) ключевая часть узла запирания механизма запирания и отпирания канала ствола, а также механизма закрывания и открывания канала ствола, воспринимающая на себя давление пороховых газов при выстреле, как правило передаваемое через донце гильзы. 
Также, в стрелковом оружии затвор может тем или иным образом участвовать не только в отпирании и запирании канала ствола, но и в досылании очередного патрона в патронник, производстве выстрела, удалении стреляной гильзы и других операциях, обеспечивающих работу оружия.
В историческом контексте может именоваться также замком, по аналогии с замками кремнёвых и капсюльных ружей. В частности, именно так он именуется во всех наставлениях к пулемёту Максима. Иногда так обозначают лишь те части затвора, которые непосредственно обеспечивают разбитие капсюля патрона для производства выстрела.

## Конструкция
Затруднительно дать общую характеристику конструкции затвора ввиду огромного многообразия их типов и разновидностей. Все они, тем не менее, в целом сводятся к пяти основным:
- качающийся затвор;
- клиновый затвор;
- крановый затвор;
- поршневой затвор;
- скользящий затвор.

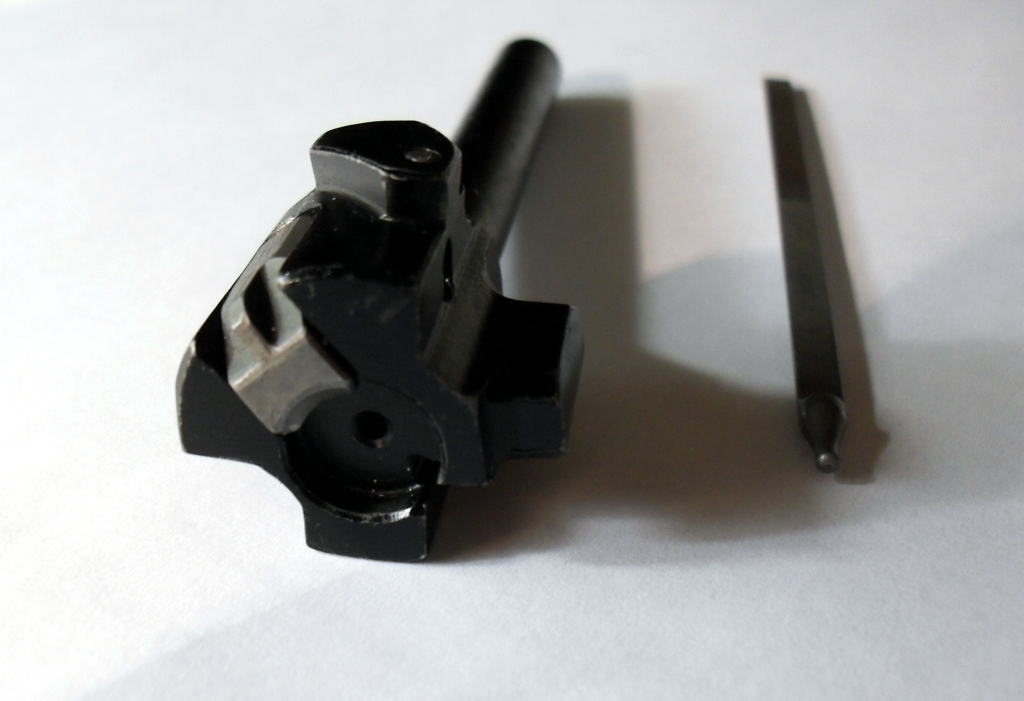
Затвор автомата АК74. По бокам видны боевые упоры, на которые осуществляется запирание. Сверху расположен ведущий выступ, взаимодействием которого с фигурным пазом затворной рамы осуществляется поворот затвора для запирания и отпирания канала ствола. Спереди расположена чашечка затвора с подпружиненным выбрасывателем

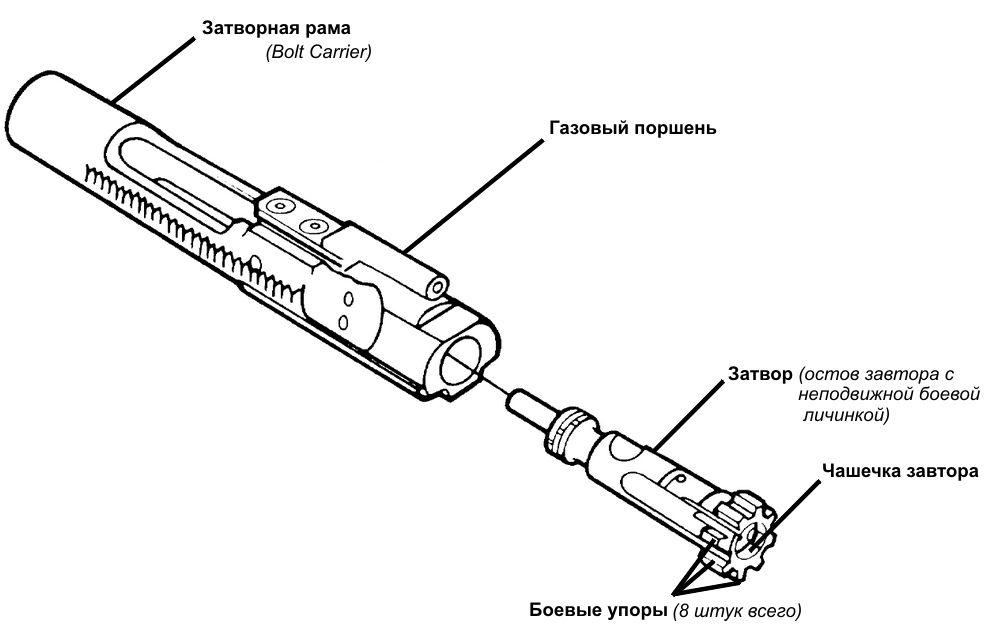
Затворная группа американской винтовки М16

Упрощённая схема функционирования продольно-скользящего затвора, запираемого поворотом, при перезаряжании оружия и производстве выстрела (анимация)

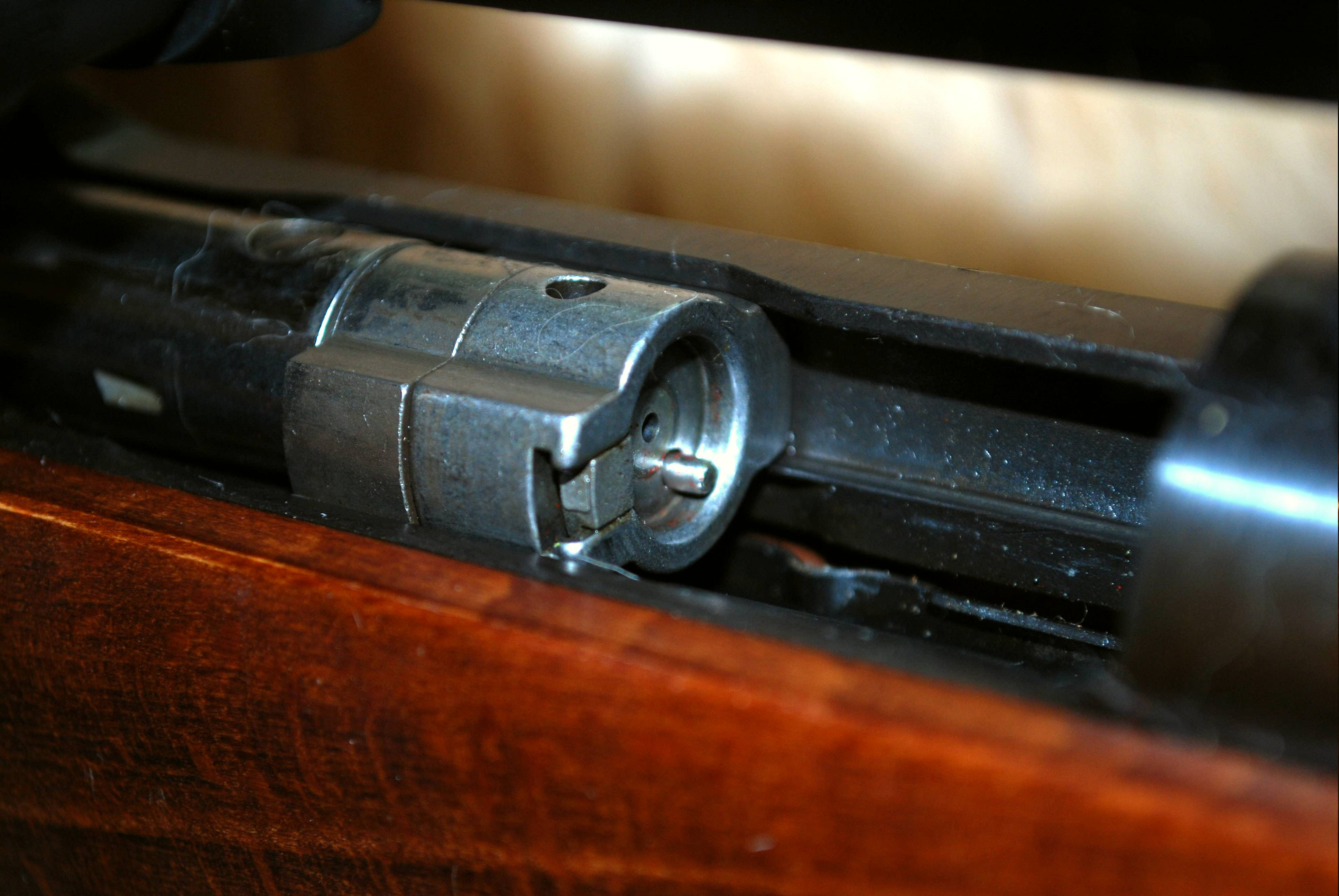
Чашечка затвора с выбрасывателем (слева на картинке) и отражателем (справа на картинке) стреляных гильз

Последний тип явно лидирует по частоте применения в современном стрелковом оружии, поэтому его устройство и действие будут рассмотрены в данной статье подробнее.
Скользящий (продольно-скользящий) затвор представляет собой деталь возвратно-поступательного движения, в крайнем переднем положении подпирающую сзади казённый срез ствола и обеспечивающую открывание и закрывание его (ствола) канала за счёт своего прямолинейного поступательного движения вдоль его оси (вперёд-назад).
Для производства выстрела продольно-скользящий затвор обычно сцепляется со стволом (запирается), обеспечивая запирание канала ствола. Для его сцепления со стволом используется специальный механизм оружия — механизм запирания и отпирания канала ствола, причём для самого сцепления и расцепления может использоваться какое-либо движение самого затвора, например поворот или перекос целиком или отдельной частью.
Процесс сцепления затвора (или его боевой личинки) со стволом (ствольной коробкой) с целью закрывания и запирания канала ствола называется запиранием затвора, а расцепление — отпиранием. Запирание может осуществляться различными способами — различают клиновое запирание, запирание перекосом затвора, запирание боевыми упорами, запирание поворотом затвора, рычажное запирание, кривошипно-шатунное запирание, роликовое запирание, запирание пороховыми газами и иные типы. Иногда сюда же относят и так называемые запирание свободным затвором и запирание полусвободным затвором, хотя в этих случаях жёсткое сцепление затвора со стволом по сути отсутствует, затвор просто прижимается к казённому срезу ствола силой возвратной пружины, а его отход при выстреле так или иначе замедляется.
Запирание может осуществляться при неподвижном стволе и подвижном затворе; при подвижном стволе и подвижном затворе; при подвижном стволе и неподвижном затворе.
В итоге, последовательность операций, производимых каждый раз для перезаряжания стрелкового оружия с продольно-скользящим затвором и производства выстрела, включает в себя в общем случае:
- Закрывание канала ствола, достигаемое подпиранием его с казённого среза пришедшим в крайнее переднее положение затвором;
- Запирание затвора и достигаемое им запирание канала ствола, то есть, сцепление затвора со стволом (или жёстко с ним связанной ствольной коробкой) с целью предотвращения его самопроизвольного отхода назад под давлением пороховых газов во время выстрела;
- Производство выстрела, запертый затвор при этом удерживается у казённого среза ствола и продолжает осуществлять закрывание и запирание его канала;
- После выстрела осуществляется отпирание затвора, то есть, расцепление его со стволом, соответственно, отпирание канала ствола;
- Расцепленный со стволом затвор теперь может отойти назад, осуществляя открывание канала ствола, то есть, открывая к нему доступ для осуществления перезаряжания.

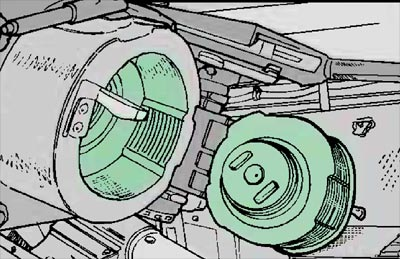
Устройство поршневого затвора артиллерийского орудия

В неавтоматическом оружии все эти операции стрелок осуществляет вручную, за счёт своей мускульной силы. В полуавтоматическом оружии часть из них (как правило — отпирание затвора и открывание канала ствола) автоматизирована. В автоматическом оружии все вышеперечисленные операции осуществляются автоматикой перезаряжания, работающей за счёт так или иначе осуществляемого использования части энергии пороховых газов. В механизированном автоматическом оружии все эти операции также осуществляются механизмами, но имеющими привод не от части энергии пороховых газов, а от внешнего источника энергии.
По последовательности выполнения вышеуказанных операций различают два основных принципа стрельбы:
- С открытого затвора. Перед выстрелом канал ствола открыт, затвор в крайнем заднем положении. Когда стрелок производит выстрел, происходит закрывание канала ствола (зачастую с подачей патрона) и (почти) одновременно производится выстрел. После выстрела затвор отходит назад и открывает канал ствола (и выбрасывает гильзу). Оружие готово к следующему выстрелу.
- С закрытого затвора. Перед выстрелом канал ствола закрыт и заперт, затвор в крайнем переднем положении. Стрелок производит выстрел. После выстрела происходит отпирание и открытие канала ствола (и выброс гильзы), затвор приходит в крайнее заднее положение. Затвор возвращается в переднее положение, подавая новый патрон, закрывает и запирает канал ствола. Оружие готово к следующему выстрелу.

Стрельба с открытого затвора обычно используется в автоматическом оружии, в котором для работы автоматики используется отдача ствола и/или энергия воздействующих непосредственно на затвор пороховых газов (оружие с свободным и полусвободным затвором). В таком оружии операции по запиранию и отпиранию затвора не осуществляются, а вместо жёсткого сцепления его со стволом так или иначе производится торможение его отхода назад во время выстрела, пока пуля не покинет канал ствола.
Часть затвора, непосредственно прикрывающая канал ствола с казённой части, называется остов затвора. Элементы затвора, непосредственно воспринимающие давление пороховых газов при выстреле, называются боевыми — боевая личинка, боевые упоры.
В передней части затвора имеется обычно углубление — чашечка затвора — служащее для помещения основания (шляпки) гильзы, как правило удерживаемой от выпадения экстрактором. Дно чашечки — зеркало затвора, а её кольцевая часть называется венчик чашечки. Зазор между зеркалом затвора и наружной поверхностью дна гильзы — зеркальный зазор. Часть затвора, служащая для подачи патрона в патронник, называется досылателем, или гребнем затвора.
В современном автоматическом стрелковом оружии части затвора могут иметь свои, специфические обозначения. Например, в автомате Калашникова затвором именуется только деталь, непосредственно осуществляющая запирание, и, соответственно, по сути являющаяся поворотной боевой личинкой затвора. Остальная же часть затвора именуется затворной рамой. Аналогичная терминология часто используется и по отношению к иному оружию, в котором запирание канала ствола осуществляется за счёт поворота или перекоса одной из частей затвора. Однако, например, в Наставлении по стрелковому делу от 1954 года, описывающем самозарядный карабин Симонова, используется иная терминология: затвором именуется вся совокупность подвижных частей оружия, при этом в нём выделяются остов (деталь, непосредственно прикрывающая казённый срез ствола и осуществляющая запирание его канала перекосом вниз) и стебель (деталь, по назначению аналогичная затворной раме АК).